# Ксенжино
Ксенжи́но (пол. Księżyno) — деревня в Белостокском повете Подляского воеводства Польши. Входит в состав гмины Юхновец-Косьцельны. Находится на региональной автодороге 678 примерно в 7 км к юго-западу от центра города Белостока. По данным переписи 2011 года, в деревне проживало 824 человека.
Впервые упоминается в XVI веке. В деревне есть католический костёл святого Иосифа Обручника (1983) и завод по производству тороидальных трансформаторов.